# طیطاق
طیطاق، روستایی از توابع بخش سارال شهرستان دیواندره در استان کردستان ایران است.

## جمعیت
این روستا در دهستان کوله قرار دارد و براساس سرشماری مرکز آمار ایران در سال ۱۳۸۵، جمعیت آن ۱۴۸ نفر (۳۱ خانوار) و بر اساس سرشماری سال ۱۳۹۰، ۱۱۴ نفر (۲۵ خانوار) بوده‌است.